# Banksia audax
Banksia audax är en tvåhjärtbladig växtart som beskrevs av Charles Austin Gardner. Banksia audax ingår i släktet Banksia och familjen Proteaceae. Inga underarter finns listade i Catalogue of Life.